# Olympische Winterspiele 1948/Nordische Kombination
Bei den V. Olympischen Winterspielen 1948 in St. Moritz fand ein Wettbewerb in der Nordischen Kombination statt. Austragungsorte waren das Skistadion und die Olympiaschanze. Die Langlaufstrecken führten durch das Gebiet des Stazerwaldes. Deutsche Teilnehmer waren nach dem Zweiten Weltkrieg noch nicht wieder zugelassen.
Vorbei war es hier mit der Dominanz der Athleten aus Norwegen, die bislang alle olympischen Medaillen der Nordischen Kombination abgeräumt hatten. Hier lagen mit Heikki Hasu und Martti Huhtala zwei Finnen vorn. auf dem Bronzerang folgte der Schwede Sven Israelsson vor dem Schweizer Niklaus Stump, der als bester Nicht-Skandinavier Platz vier belegte.

## Austragungsmodus
In den Anfangsjahrzehnten wurde die Nordische Kombination in nur einer Variante ausgetragen. Immer noch wurde das Laufen als erste Teildisziplin durchgeführt, wobei die Teilnehmer auch hier in St. Moritz wie bei den vier vorangegangenen Spielen am Rennen der Langlaufspezialisten über 18 Kilometer teilnahmen und gesondert auch für die Nordische Kombination gewertet wurden. Der Sieger des Langlaufs erhielt 240 Punkte, für alle folgenden gab es entsprechende Punktabzüge. Der am Tag darauf durchgeführte Sprunglauf bestand erstmals aus drei Versuchen, von denen die besten zwei Sprünge in die Wertung kamen.

## Bilanz

### Medaillenspiegel
| Platz  | Land     | Gold | Silber | Bronze | Gesamt |
| ------ | -------- | ---- | ------ | ------ | ------ |
| 1      | Finnland | 1    | 1      | –      | 2      |
| 2      | Schweden | –    | –      | 1      | 1      |
| Gesamt | Gesamt   | 1    | 1      | 1      | 3      |

### Medaillengewinner
| Disziplin | Gold              | Silber               | Bronze                |
| --------- | ----------------- | -------------------- | --------------------- |
| Einzel    | Heikki Hasu (FIN) | Martti Huhtala (FIN) | Sven Israelsson (SWE) |

## Ergebnisse
| Rang | Land | Athlet                   | Skilanglauf | Skilanglauf | Skispringen | Gesamt |
| Rang | Land | Athlet                   | Zeit [h]    | Pkte. (Pl.) | Pkte. (Pl.) | Punkte |
| ---- | ---- | ------------------------ | ----------- | ----------- | ----------- | ------ |
| 01   | FIN  | Heikki Hasu              | 1:16:43     | 240,00 0(1) | 208,8 (=8)  | 448,80 |
| 02   | FIN  | Martti Huhtala           | 1:19:28     | 224,15 0(2) | 220,5 0(6)  | 433,65 |
| 03   | SWE  | Sven Israelsson          | 1:21:44     | 211,50 0(4) | 221,9 0(1)  | 433,40 |
| 04   | SUI  | Niklaus Stump            | 1:22:15     | 208,50 0(7) | 213,0 0(5)  | 421,50 |
| 05   | FIN  | Olavi Sihvonen           | 1:22:26     | 207,00 0(8) | 209,2 0(7)  | 416,20 |
| 06   | NOR  | Eilert Dahl              | 1:22:52     | 205,50 (10) | 208,8 (=8)  | 414,30 |
| 07   | FIN  | Pauli Salonen            | 1:22:28     | 207,00 0(9) | 206,3 (10)  | 413,30 |
| 08   | NOR  | Olaf Dufseth             | 1:21:50     | 211,50 0(5) | 201,1 (16)  | 412,60 |
| 09   | SWE  | Erik Elmsäter            | 1:22:12     | 208,95 0(6) | 202,0 (15)  | 410,95 |
| 10   | SWE  | Clas Haraldsson          | 1:24:21     | 197,35 (15) | 213,4 0(4)  | 410,75 |
| 11   | NOR  | Olav Odden               | 1:21:35     | 212,25 0(3) | 196,9 (19)  | 409,15 |
| 12   | NOR  | Kåre Østerdal            | 1:24:20     | 198,00 (14) | 206,2 (11)  | 404,20 |
| 13   | SUI  | Alfons Supersaxo         | 1:24:29     | 196,50 (16) | 203,9 (13)  | 400,40 |
| 14   | ITA  | Alfred Prucker           | 1:23:26     | 202,50 (11) | 191,5 (22)  | 304,00 |
| 15   | ITA  | Rizzieri Rodeghiero      | 1:24:12     | 198,00 (13) | 190,8 (23)  | 388,80 |
| 16   | AUT  | Josef Gstrein            | 1:25:04     | 193,50 (17) | 188,2 (25)  | 381,70 |
| 17   | SUI  | Theo Allenbach           | 1:23:54     | 199,50 (12) | 176,6 (32)  | 376,10 |
| 18   | SUI  | Gottlieb Perren          | 1:26:27     | 186,00 (20) | 187,8 (26)  | 373,80 |
| 19   | FRA  | René Jeandel             | 1:25:57     | 189,00 (19) | 182,1 (28)  | 371,10 |
| 20   | POL  | Stefan Dziedzic          | 1:25:33     | 190,50 (18) | 177,1 (31)  | 367,60 |
| 21   | AUT  | Karl Martitsch           | 1:31:19     | 162,00 (27) | 198,2 (17)  | 360,20 |
| 22   | POL  | Józef Daniel Krzeptowski | 1:31:05     | 162,00 (26) | 187,8 (18)  | 359,80 |
| 23   | AUT  | Hubert Hammerschmidt     | 1:32:47     | 154,50 (30) | 202,4 (14)  | 356,90 |
| 24   | YUG  | Tone Razinger            | 1:28:24     | 176,25 (23) | 176,2 (33)  | 352,45 |
| 25   | POL  | Tadeusz Kwapień          | 1:27:55     | 178,50 (21) | 173,7 (34)  | 352,20 |
| 26   | USA  | Corey Engen              | 1:37:24     | 132,00 (34) | 214,8 0(3)  | 346,80 |
| 27   | USA  | Donald Johnson           | 1:32:03     | 157,50 (28) | 187,6 (27)  | 345,10 |
| 28   | ITA  | Alberto Tassotti         | 1:28:16     | 177,00 (22) | 165,1 (36)  | 342,10 |
| 29   | USA  | Gordy Wren               | 1:40:12     | 120,00 (36) | 220,2 0(2)  | 340,20 |
| 30   | FRA  | Walter Jeandel           | 1:34:19     | 147,00 (31) | 192,6 (21)  | 339,60 |
| 31   | TCH  | Jaroslav Kadavý          | 1:32:17     | 157,50 (29) | 181,1 (29)  | 338,60 |
| 32   | TCH  | Bohumil Kosour           | 1:29:37     | 169,50 (24) | 159,0 (37)  | 328,50 |
| 33   | USA  | Ralph Townsend           | 1:37:12     | 138,00 (33) | 188,7 (24)  | 326,70 |
| 34   | POL  | Leopold Tajner           | 1:38:45     | 126,00 (35) | 195,5 (20)  | 321,50 |
| 35   | TCH  | Jaroslav Lukeš           | 1:41:00     | 115,50 (37) | 205,4 (12)  | 320,90 |
| 36   | TCH  | František Šimůnek        | 1:35:21     | 142,50 (32) | 169,8 (36)  | 312,30 |
| 37   | CAN  | Bill Irwin               | 1:44:43     | 099,00 (39) | 181,0 (30)  | 280,00 |
| 38   | BGR  | Nikola Delew             | 1:43:29     | 105,00 (38) | 157,1 (38)  | 262,10 |
| DNF  | AUT  | Paul Haslwanter          | 1:31:00     | 163,50 (25) | DNS         | DNF    |

Langlauf: 31. Januar, 10:00 Uhr
Skispringen: 1. Februar 1948, 14:30 Uhr
39 Teilnehmer aus 13 Ländern, davon 38 in der Wertung
Überraschend konnte Norwegen, das bisher immer den Sieger gestellt und darüber hinaus alle weiteren olympischen Medaillen gewonnen hatte, erstmals kein Edelmetall gewinnen. Das allerdings hatte sich schon im Vorjahr bei den Wettkämpfen am Holmenkollen in Oslo angedeutet, als der beste Norweger nur Platz drei hinter dem Schweden Sven Israelsson und dem Schweizer Niklaus Stump belegt hatte.
39 der 84 Starter beim 18-km-Langlauf waren gleichzeitig Teilnehmer der Nordischen Kombination. Hier gab es einen weiteren Schock für die Norweger, diesmal von ihren finnischen Nachbarn. Einer der jüngsten Teilnehmer des Wettbewerbs, der 21-jährige bisher kaum bekannte Heikki Hasu deklassierte seine Gegner und lag fast drei Minuten vor seinem Landsmann, dem bekannteren Martti Huhtala. Olav Odden hatte als bester Norweger auf Platz drei schon fast fünf Minuten Rückstand. Israelsson und Stump, die beide zu den besten Springen gehörten, lagen dicht hinter Odden.
Vor dem Kombinationsspringen hatte es von 11 bis 12.30 Uhr heftig geschneit, den aufkommenden Nebel fegte ein leichter Nordwind weg. Ab 13 Uhr gab es ein Trainingsspringen. Schon im ersten Durchgang fiel eine große Uneinheitlichkeit in der Notengebung auf. Im zweiten Durchgang verdarb sich der Finne Pauli Salonen seine gute Ausgangsposition durch einen Sturz im Übergang zur Ebene. Außer den Schweizern gab es bei den weiteren Mitteleuropäern nur wenige wirklich gute Athleten in dieser Konkurrenz.
Die größte Weite erzielte der US-Amerikaner Gordon mit 68,5 m im zweiten Durchgang, was ihm den zweiten Platz im Springen einbrachte. Sein Landsmann Corey Engen beeindruckte mit Platz drei im Springen, doch Wren und Engen hatten im Langlauf zu weit zurückgelegen, um eine Top-Platzierung in der Endwertung zu erreichen.
Israelsson war der beste Springer von allen, konnte Huhtala im Kampf um Silber aber nicht einholen und musste sich mit Bronze begnügen. Die beiden führenden Finnen hatten beim Springen einen guten Tag und verteidigten ihre Platzierungen aus dem Lauf. Hasu wirkte bei seinen 64 Metern im dritten Sprung sicher. Stump begann sehr gut, doch im zweiten Durchgang erhielt er zu viel Luft unter die Latten, konnte aber die Landung gerade noch stehen. Seine Noten waren niedrig, sodass er im dritten Durchgang nicht alles riskieren wollte. Dennoch rückte er in der Endabrechnung vom siebten auf den vierten Platz vor. Für die Norweger verlief das Springen noch schlechter als der Langlauf. Odden fiel auf den elften Platz zurück. Eilert Dahl belegte als bester Norweger im Springen den achten Platz und konnte in der Endwertung immerhin noch auf Rang sechs vorrücken.

## Videolink
- Fight Without Hate - Part 1 - St. Moritz 1948 Official Olympic Film | Olympic History, 18-km-Langlauf, Bereich 17:05 min – 21:41 min, youtube.com. Abgerufen am 7. August 2023